# THE GREATEST HITS OF HIROMI GO
『THE GREATEST HITS OF HIROMI GO』（ザ・グレイテスト・ヒッツ・オブ・ヒロミ・ゴー）は、1994年11月2日にSony Recordsから発売された郷ひろみの通算24作目、2枚組のベスト・アルバム。

## 解説
帯コピー：大ヒットシングル「僕がどんなに君を好きか、君は知らない」「言えないよ」を含む全30曲をリマスタリング収録したベストアルバム。
デビュー曲「男の子女の子」から本作発売時の最新曲「言えないよ」迄の既発シングル66作より30曲を厳選収録。ジャケット写真は篠山紀信による撮影。初回生産盤はデジパック仕様。翌年と翌々年にも本作と同タイトルの続編作品が発売される。

## 収録曲
※各楽曲の演奏時間は歌詞カードに準ずる。

### Disc 1
1. 男の子女の子（1972年）
  - 作詞:岩谷時子／作曲・編曲:筒美京平(2分54秒)
2. 小さな体験（1972年）
  - 作詞:岩谷時子／作曲・編曲:筒美京平(3分10秒)
3. 裸のビーナス（1973年）
  - 作詞:岩谷時子／作曲・編曲:筒美京平(2分26秒)
4. 花とみつばち（1974年）
  - 作詞:岩谷時子／作曲・編曲:筒美京平(3分01秒)
5. よろしく哀愁（1974年）
  - 作詞:安井かずみ／作曲:筒美京平／編曲:森岡賢一郎(2分53秒)
6. 誘われてフラメンコ（1975年）
  - 作詞:橋本淳／作曲・編曲:筒美京平(2分47秒)
7. 恋の弱味（1976年）
  - 作詞:橋本淳／作曲・編曲:筒美京平(3分18秒)
8. あなたがいたから僕がいた（1976年）
  - 作詞:橋本淳／作曲・編曲:筒美京平(3分20秒)
9. お化けのロック（1977年） 郷ひろみ&樹木希林
  - 作詞:阿木燿子／作曲:宇崎竜童／編曲:萩田光雄(3分33秒)
10. 禁猟区（1977年）
  - 作詞:阿木燿子／作曲:宇崎竜童／編曲:萩田光雄(3分19秒)
11. 林檎殺人事件（1978年） 郷ひろみ&樹木希林
  - 作詞:阿久悠／作曲・編曲:穂口雄右(4分18秒)
12. ハリウッド・スキャンダル（1978年）
  - 作詞:阿木燿子／作曲・編曲:都倉俊一(3分54秒)
13. マイ レディー（1979年）
  - 作詞・作曲:唐沢晴之介／編曲:萩田光雄(3分35秒)
14. セクシー・ユー (モンロー・ウォーク)（1980年）
  - 作詞:来生えつこ／作曲:南佳孝／編曲:萩田光雄(3分39秒)
15. How many いい顔（1980年）
  - 作詞:阿木燿子／作曲:網倉一也／編曲:萩田光雄(3分03秒)

### Disc 2
1. 若さのカタルシス（1980年）
  - 作詞:阿木燿子／作曲:都倉俊一／編曲:萩田光雄(3分38秒)
2. お嫁サンバ（1981年）
  - 作詞:三浦徳子／作曲:小杉保夫／編曲:船山基紀(4分00秒)
3. 哀愁のカサブランカ（1982年）
  - 作詞・作曲:B.Higgins,S.Limbo,J.Healy／日本語詞:山川啓介／編曲:若草恵(4分30秒)
4. 哀しみの黒い瞳（1982年）
  - 作詞・作曲:J.Iglesias,R.Arcusa／日本語詞:岩谷時子／編曲:川口真(4分05秒)
5. 素敵にシンデレラ・コンプレックス（1983年）
  - 作詞:阿久悠／作曲:鈴木康博／編曲:井上堯之,甲斐正人(4分07秒)
6. 2億4千万の瞳-エキゾチック・ジャパン-（1984年）
  - 作詞:売野雅勇／作曲・編曲:井上大輔(4分01秒)
7. ケアレス・ウィスパー（1984年）
  - 作詞・作曲:G.Michael,A.Ridgeley／日本語詞:H.Hamaguchi／編曲:大村雅朗(5分08秒)
8. 愛のエンプティーペイジ（1985年）
  - 作詞・作曲:H.Hamaguchi／編曲:大村雅朗(4分36秒)
9. 最終便にまにあえば（1989年）
  - 作詞:郷ひろみ／作曲:塩塚博／編曲:難波正司(4分22秒)
10. Wブッキング-LA CHICA DE CUBA-（1990年）
  - 作詞・作曲:Ph,Lavil-B.Homs./P.Lemaltre／日本語詞:秋元康／編曲:難波正司(4分46秒)
11. もう誰も愛さない（1990年）
  - 作詞:秋元康／作曲:松本俊明／編曲:難波正司(4分34秒)
12. 迷イズム（1991年）
  - 作詞:森雪之丞／作曲:Armstrong.Swain.Johnson／編曲:難波正司(3分33秒)
13. ヴィーナスたちのシエスタ（1992年）
  - 作詞:南風沙子／作曲:小森田実／編曲:難波正司,トライフォース(5分33秒)
14. 僕がどんなに君を好きか、君は知らない（1993年）
  - 作詞:芹沢類／作曲:楠瀬誠志郎／編曲:山本健司(4分59秒)
15. 言えないよ（1994年）
  - 作詞:康珍化／作曲:都志見隆／編曲:山本健司(4分59秒)